# Helena Bergmanová
Helena Bergmanová, rozená Janssonová (* 28. srpen 1985, Tibro) je švédská reprezentantka v orientačním běhu v současnosti žijící v městě Umeå. Jejími největšími úspěchy jsou dvě zlaté medaile z Mistrovství světa v roce 2009 a 2011. V současnosti běhá za švédský klub Leksands OK.
Její manžel je úspěšný švédský reprezentant Gustav Bergman.

## Sportovní kariéra
| Přehled úspěchů na Mistrovství světa | Přehled úspěchů na Mistrovství světa | Přehled úspěchů na Mistrovství světa | Přehled úspěchů na Mistrovství světa | Přehled úspěchů na Mistrovství světa |
| Mistrovství světa                    | Sprint                               | Middle                               | Long                                 | Štafety                              |
| ------------------------------------ | ------------------------------------ | ------------------------------------ | ------------------------------------ | ------------------------------------ |
| Århus 2006                           | X                                    | 9. místo                             | X                                    | X                                    |
| Kyjev 2007                           | 4. místo                             | 5. místo                             | X                                    | 2. místo                             |
| Olomouc 2008                         | 3. místo                             | 7. místo                             | X                                    | 3. místo                             |
| Miskolc 2009                         | 1. místo                             | 6. místo                             | 8. místo                             | 2. místo                             |
| Trondheim 2010                       | 2. místo                             | 4. místo                             | 4. místo                             | 3. místo                             |
| Savojsko 2011                        | 2. místo                             | 1. místo                             | 3. místo                             | 3. místo                             |
| Lausanne 2012                        | 4. místo                             | X                                    | Q3. místo                            | 2. místo                             |

| Přehled úspěchů na Mistrovství Evropy | Přehled úspěchů na Mistrovství Evropy | Přehled úspěchů na Mistrovství Evropy | Přehled úspěchů na Mistrovství Evropy | Přehled úspěchů na Mistrovství Evropy |
| Mistrovství Evropy                    | Sprint                                | Middle                                | Long                                  | Štafety                               |
| ------------------------------------- | ------------------------------------- | ------------------------------------- | ------------------------------------- | ------------------------------------- |
| Otepää 2006                           | 11. místo                             | 8. místo                              | X                                     | X                                     |
| Ventspils 2008                        | 3. místo                              | 10. místo                             | X                                     | 1. místo                              |
| Primorsko 2010                        | 1. místo                              | 4. místo                              | 3. místo                              | 1. místo                              |
| Falun 2012                            | Q1. místo                             | 4. místo                              | X                                     | 2. místo                              |

| Přehled úspěchů na Mistrovství světa juniorů | Přehled úspěchů na Mistrovství světa juniorů | Přehled úspěchů na Mistrovství světa juniorů | Přehled úspěchů na Mistrovství světa juniorů | Přehled úspěchů na Mistrovství světa juniorů |
| Mistrovství světa juniorů                    | Sprint                                       | Middle                                       | Long                                         | Štafety                                      |
| -------------------------------------------- | -------------------------------------------- | -------------------------------------------- | -------------------------------------------- | -------------------------------------------- |
| Alicante 2002                                | X                                            | 9. místo                                     | 39. místo                                    | 3. místo                                     |
| Põlva 2003                                   | X                                            | 9. místo                                     | 3. místo                                     | 2. místo                                     |
| Gdynia 2004                                  | X                                            | 1. místo                                     | 6. místo                                     | 1. místo                                     |
| Tenero 2005                                  | X                                            | 4. místo                                     | 8. místo                                     | 2. místo                                     |